# Haus Rheinland-Pfalz
Das Haus Rheinland-Pfalz (französisch: Maison de Rhenanie-Palatinat) in Dijon ist eine Einrichtung des Landes Rheinland-Pfalz in der Hauptstadt der französischen Region Burgund-Franche-Comté.
Die Einrichtung in der Dijoner Altstadt besteht seit dem 29. September 1991 und wurde wegen der interregionalen Partnerschaft zwischen Rheinland-Pfalz und Burgund, der ersten deutsch-französischen Partnerschaft zwischen einem  deutschen Land und einer französischen Region gegründet.
Das Haus Rheinland-Pfalz arbeitet einerseits als deutsches Kulturzentrum, andererseits als Mittler zwischen Rheinland-Pfalz und Burgund. Als deutsches Kulturzentrum verfügt das Haus über eine Bibliothek, organisiert unter anderem Autorenlesungen, Kunstausstellungen sowie jährlich Ende Juni das Straßenfest „Rheinland-Pfalz-Tage“, führt Deutschkurse und -prüfungen durch und wirbt mit der Aktion Mobiklasse für das Erlernen der deutschen Sprache an den Grundschulen und Collèges (Sekundarstufe I) von Burgund-Franche-Comté. Eine Mittlerdienstleistung ist zum Beispiel das Praktikanten-Vermittlungsbüro, das das Haus Rheinland-Pfalz zusammen mit seinem 1994 in Mainz entstandenen Pendant Haus Burgund unterhält.
Seit 2014 kooperiert das Haus Rheinland-Pfalz mit dem Kulturbüro Rheinland-Pfalz. Gemeinsam organisieren beide Institutionen einen deutsch-französischen Freiwilligendienst, in dem Freiwillige zwischen 18 Jahren und 25 Jahren im jeweils anderen Land in Kultureinrichtungen ein Jahr arbeiten und Land und Leute kennenlernen können.
Weiterhin hat im Haus Rheinland-Pfalz der Honorarkonsul der Bundesrepublik Deutschland für Burgund, Till Meyer, seit 1994 seinen Dienstsitz, der gleichzeitig Leiter des Hauses Rheinland-Pfalz war. Seit Oktober 2019 ist Bernhard Schaupp Leiter des Hauses Rheinland-Pfalz.
Wegen einer 1991 geschlossenen Vereinbarung wird das Haus finanziell vom Landtag Rheinland-Pfalz getragen und vom Regionalrat Burgund unterstützt. Die jährlich über 100 Projekte des Hauses Rheinland-Pfalz werden unter anderem von Staatskanzlei und Ministerien des Landes Rheinland-Pfalz, vom Auswärtigen Amt, vom Goethe-Institut und von Stiftungen, wie der Robert Bosch-Stiftung, gefördert und von Sponsoren unterstützt.